# Код Прюфера

Дерево с кодом Прюфера (4,4,4,5).

Код Прюфера сопоставляет произвольному конечному дереву с {\displaystyle n} вершинами последовательность из {\displaystyle n-2} чисел (от {\displaystyle 1} до {\displaystyle n}) с возможными повторениями. Отношение между деревом с помеченными вершинами и кодом Прюфера является взаимно однозначным: каждому дереву соответствует уникальный код Прюфера, при этом номерам вершин сопоставляются элементы последовательности кода. Обратно, по заданному коду из {\displaystyle n-2} чисел можно однозначно восстановить дерево с {\displaystyle n} вершинами. Код был построен Хайнцем Прюфером при доказательстве формулы Кэли в 1918 году.

## Построение
Пусть {\displaystyle T} есть дерево с вершинами, занумерованными числами {\displaystyle \{1,2,\dots ,n\}}. Построение кода Прюфера дерева T ведётся путем последовательного удаления вершин из дерева, пока не останутся только две вершины. При этом каждый раз выбирается концевая вершина с наименьшим номером, и в код записывается номер единственной вершины, с которой она соединена. В результате образуется последовательность {\displaystyle (p_{1},\dots ,p_{n-2})}, составленная из чисел {\displaystyle \{1,2,\dots ,n\}}, возможно с повторениями.

### Пример
Для дерева на диаграмме вершина 1 является концевой вершиной с наименьшим номером, поэтому она удаляется первой, и 4 записывается в код Прюфера.
Вершины 2 и 3 удаляются следующими, так что 4 добавляется в код два раза.
Вершина 4 теперь стала концевой и имеет наименьший номер, поэтому она удаляется, а 5 добавляется в код.
Остались только две вершины, поэтому код записан полностью, и процесс останавливается.
В результате получается код Прюфера (4,4,4,5).

## Восстановление дерева
Для восстановления дерева по коду {\displaystyle p=(p_{1},\dots ,p_{n-2})} заготовим список номеров вершин {\displaystyle s=(1,\dots ,n)}. Выберем первый номер {\displaystyle i_{1}}, который не встречается в коде. Добавим ребро {\displaystyle (i_{1},p_{1})}, после этого удалим {\displaystyle i_{1}} из {\displaystyle s} и {\displaystyle p_{1}} из {\displaystyle p}.
Повторяем процесс до момента, когда код {\displaystyle p} становится пустым. В этот момент список {\displaystyle s} содержит ровно два числа {\displaystyle i_{n-1}} и {\displaystyle n}. Остаётся добавить ребро {\displaystyle (i_{n-1},n)}, и дерево построено.

## Свойства
- Если {\displaystyle d_{i}} — это степень вершины с номером {\displaystyle i}, то {\displaystyle i} встречается в коде Прюфера ровно ({\displaystyle d_{i}-1}) раз.

## Приложения
- Из кода Прюфера следует Формула Кэли, то есть число остовных деревьев полного графа {\displaystyle \Pi _{n}} с {\displaystyle n} вершинами равно {\displaystyle n^{n-2}}. Доказательство следует из того, что код Прюфера даёт биекцию между остовными деревьями и последовательностями длины {\displaystyle n-2} из {\displaystyle n} чисел.
- Код Прюфера также позволяет обобщить формулу Кэли на случай, если даны степени вершин, если {\displaystyle (d_{1},\dots ,d_{n})} — это последовательность степеней дерева, то число деревьев с такими степенями равно мультиноминальному коэффициенту

{\displaystyle {\binom {n-2}{d_{1}-1,\,d_{2}-1,\,\dots ,\,d_{n}-1}}={\frac {(n-2)!}{(d_{1}-1)!(d_{2}-1)!\cdots (d_{n}-1)!}}.}
- Код Прюфера используется для построений случайных деревьев.